# Filmjahr 2000
Liste der Filmjahre

◄◄ | ◄ | 1996 | 1997 | 1998 | 1999 | Filmjahr 2000 | 2001 | 2002 | 2003 | 2004 | ► | ►►

Weitere Ereignisse

## Ereignisse
- September – Am Potsdamer Platz in Berlin wird das Filmmuseum Berlin eröffnet.
- Die Sieger der Bravo Otto Leserwahl 2000:
  - Kategorie – männliche Filmstars: Gold Leonardo DiCaprio, Silber Freddie Prinze junior, Bronze Brad Pitt
  - Kategorie – weibliche Filmstars: Gold Julia Roberts, Silber Jennifer Lopez, Bronze Sandra Bullock

## Top 10 der erfolgreichsten Filme

### In Deutschland
Die zehn erfolgreichsten Filme an den deutschen Kinokassen nach Besucherzahlen (Stand: 9. September 2011):
| Platz | Filmtitel                                 | Besucher  |
| ----- | ----------------------------------------- | --------- |
| 1.    | American Pie – Wie ein heißer Apfelkuchen | 6.164.101 |
| 2.    | Mission: Impossible II                    | 4.447.937 |
| 3.    | American Beauty                           | 4.010.034 |
| 4.    | Gladiator                                 | 3.577.844 |
| 5.    | Dinosaurier                               | 3.477.204 |
| 6.    | Scary Movie                               | 3.428.164 |
| 7.    | Meine Braut, ihr Vater und ich            | 3.245.083 |
| 8.    | Pokémon – Der Film                        | 3.222.452 |
| 9.    | Toy Story 2                               | 2.948.160 |
| 10.   | Erin Brockovich                           | 2.780.432 |

### In den Vereinigten Staaten
Die zehn erfolgreichsten Filme an den US-amerikanischen Kinokassen nach Einspielergebnis in US-Dollar (Stand: 9. September 2011):
| Platz | Filmtitel                      | Einnahmen     |
| ----- | ------------------------------ | ------------- |
| 1.    | Der Grinch                     | 260.044.825 $ |
| 2.    | Cast Away – Verschollen        | 233.632.142 $ |
| 3.    | Mission: Impossible II         | 215.409.889 $ |
| 4.    | Gladiator                      | 187.705.427 $ |
| 5.    | Was Frauen wollen              | 182.811.707 $ |
| 6.    | Der Sturm                      | 182.618.434 $ |
| 7.    | Meine Braut, ihr Vater und ich | 166.244.045 $ |
| 8.    | X-Men                          | 157.299.717 $ |
| 9.    | Scary Movie                    | 157.019.771 $ |
| 10.   | Schatten der Wahrheit          | 155.464.351 $ |

### Weltweit
Die zehn weltweit erfolgreichsten Filme nach Einspielergebnis in US-Dollar (Stand: 9. September 2011):
| Platz | Filmtitel                      | Einnahmen     |
| ----- | ------------------------------ | ------------- |
| 1.    | Mission: Impossible II         | 546.388.105 $ |
| 2.    | Gladiator                      | 457.640.427 $ |
| 3.    | Cast Away – Verschollen        | 429.632.142 $ |
| 4.    | Was Frauen wollen              | 374.111.707 $ |
| 5.    | Dinosaurier                    | 349.822.765 $ |
| 6.    | Der Grinch                     | 345.141.403 $ |
| 7.    | Meine Braut, ihr Vater und ich | 330.444.045 $ |
| 8.    | Der Sturm                      | 328.718.434 $ |
| 9.    | X-Men                          | 296.339.527 $ |
| 10.   | Schatten der Wahrheit          | 291.420.351 $ |

## Filmpreise

### Golden Globe Award
Am 23. Januar fand im Beverly Hilton Hotel in Los Angeles die Golden-Globe-Verleihung statt.
- Bestes Drama: American Beauty von Sam Mendes
- Bestes Musical/Komödie: Toy Story 2 von John Lasseter, Ash Brannon und Lee Unkrich
- Bester Schauspieler (Drama): Denzel Washington in Hurricane
- Beste Schauspielerin (Drama): Hilary Swank in Boys Don’t Cry
- Bester Schauspieler (Musical/Komödie): Jim Carrey in Der Mondmann
- Beste Schauspielerin (Musical/Komödie): Janet McTeer in Tumbleweeds
- Bester Nebendarsteller: Tom Cruise in Magnolia
- Beste Nebendarstellerin: Angelina Jolie in Durchgeknallt
- Bester Regisseur: Sam Mendes für American Beauty
- Cecil B. DeMille Award: Barbra Streisand

Vollständige Liste der Preisträger

### Oscar
Die Oscarverleihung fand am 21. März im Shrine Auditorium in Los Angeles statt. Moderator war Billy Crystal
- Bester Film: American Beauty von Bruce Cohen und Dan Jinks
- Bester Hauptdarsteller: Kevin Spacey in American Beauty
- Beste Hauptdarstellerin: Hilary Swank in Boys Don’t Cry
- Bester Regisseur: Sam Mendes für American Beauty
- Bester Nebendarsteller: Michael Caine in Gottes Werk und Teufels Beitrag
- Beste Nebendarstellerin: Angelina Jolie in Durchgeknallt
- Bester fremdsprachiger Film: Alles über meine Mutter von Pedro Almodóvar
- Ehrenoscar: Andrzej Wajda

Vollständige Liste der Preisträger

### Filmfestspiele von Cannes
Das Festival begann am 12. Mai und endete am 23. Mai. Die Jury unter Präsident David Cronenberg vergab folgende Preise:
- Goldene Palme: Dancer in the Dark von Lars von Trier
- Bester Schauspieler: Tony Leung Chiu Wai in In the Mood for Love
- Beste Schauspielerin: Björk in Dancer in the Dark
- Beste Regie: Edward Yang für Yi Yi – A One and a Two
- Großer Preis der Jury: Guizi lai le von Wen Jiang

Vollständige Liste der Preisträger

### Internationale Filmfestspiele Berlin
Das Festival begann am 9. Februar und endete am 20. Februar. Die Jury unter Präsidentin Gong Li vergab folgende Preise:
- Goldener Bär: Magnolia von Paul Thomas Anderson
- Bester Schauspieler: Denzel Washington in Hurricane
- Beste Schauspielerin: Bibiana Beglau und Nadja Uhl in Die Stille nach dem Schuss
- Bester Regisseur: Miloš Forman für Der Mondmann
- Großer Preis der Jury: Heimweg von Zhang Yimou

Vollständige Liste der Preisträger

### Filmfestspiele von Venedig
Das Festival begann am 30. August und endete am 9. September. Die Jury unter Präsident Miloš Forman vergab folgende Preise:
- Goldener Löwe: Der Kreis von Jafar Panahi
- Großer Spezialpreis der Jury: Bevor es Nacht wird von Julian Schnabel
- Bester Hauptdarsteller: Javier Bardem in Bevor es Nacht wird
- Beste Hauptdarstellerin: Rose Byrne in The Goddess of 1967

Vollständige Liste der Preisträger

### Europäischer Filmpreis
Die Verleihung fand am 2. Dezember in Berlin statt. Moderatoren waren Rupert Everett und Antoine de Caunes
- Bester Film: Dancer in the Dark von Lars von Trier
- Bester Hauptdarsteller: Sergi López in Harry meint es gut mit dir
- Beste Hauptdarstellerin: Björk in Dancer in the Dark
- Beste Kamera: Vittorio Storaro für Goya
- Besters Drehbuch: Lust auf Anderes von Agnès Jaoui und Jean-Pierre Bacri

### Deutscher Filmpreis
Die Verleihung fand am 16. Juni in Berlin statt. Moderatoren waren Susann Atwell und Götz Alsmann
- Bester Film: Die Unberührbare von Oskar Roehler
- Bester Hauptdarsteller: Uwe Ochsenknecht in Fußball ist unser Leben
- Beste Hauptdarstellerin: Hannelore Elsner in Die Unberührbare
- Bester Nebendarsteller: Edgar Selge in Drei Chinesen mit dem Kontrabass
- Beste Nebendarstellerin: Henriette Heinze in Wege in die Nacht
- Bester Regisseur: Pepe Danquart für Heimspiel

### César
Die Verleihung fand am 19. Februar in Paris statt. Moderator war Alain Delon
- Bester Film: Schöne Venus von Tonie Marshall
- Bester Hauptdarsteller: Daniel Auteuil in Die Frau auf der Brücke
- Beste Hauptdarstellerin: Karin Viard in Hoch die Herzen
- Bester Nebendarsteller: François Berléand in Ma petite entreprise
- Beste Nebendarstellerin: Charlotte Gainsbourg in La Bûche
- Bester Regisseur: Tonie Marshall für Schöne Venus
- Bester ausländischer Film: Alles über meine Mutter von Pedro Almodóvar

Vollständige Liste der Preisträger

### British Academy Film Award
Die Verleihung fand am 9. April statt.
- Bester Film: American Beauty von Bruce Cohen und Dan Jinks
- Bester nicht-englischer Film: Alles über meine Mutter von Agustín Almodóvar und Pedro Almodóvar
- Bester Hauptdarsteller: Kevin Spacey in American Beauty
- Beste Hauptdarstellerin: Annette Bening in American Beauty
- Bester Nebendarsteller: Jude Law in Der talentierte Mr. Ripley
- Beste Nebendarstellerin: Maggie Smith in Tee mit Mussolini

Vollständige Liste der Preisträger

### Sundance
Das Festival begann am 20. Januar und endete am 30. Januar.
- Beste Dokumentation: Long Night’s Journey Into Day von Frances Reid und Deborah Hoffmann
- Bestes Drama: Girlfight – Auf eigene Faust von Karyn Kusama und You Can Count on Me von Kenneth Lonergan
- Bester Regisseur (Doku): Karyn Kusama für Girlfight – Auf eigene Faust
- Bester Regisseur (Drama): Rob Epstein und Jeffrey Friedman für Paragraph 175
- Publikumspreis (Doku): Marc Singer für Dark Days
- Publikumspreis (Drama): Raymond De Felitta für Two Family House
- Publikumspreis (World Cinema): Nigel Cole für Grasgeflüster

### New York Film Critics Circle Award
- Bester Film: Traffic – Macht des Kartells von Steven Soderbergh
- Beste Regie: Steven Soderbergh für Erin Brockovich und Traffic – Macht des Kartells
- Bester Hauptdarsteller: Tom Hanks in Cast Away – Verschollen
- Beste Hauptdarstellerin: Laura Linney in You Can Count on Me
- Bester Nebendarsteller: Benicio del Toro in Traffic – Macht des Kartells
- Beste Nebendarstellerin: Marcia Gay Harden in Pollock
- Beste Kamera: Peter Pau für Tiger and Dragon
- Bester ausländischer Film: Yi Yi – A One and a Two von Edward Yang

### National Board of Review
- Bester Film: Quills – Macht der Besessenheit von Philip Kaufman
- Beste Regie: Steven Soderbergh für Erin Brockovich und Traffic – Macht des Kartells
- Bester Hauptdarsteller: Javier Bardem in Bevor es Nacht wird
- Beste Hauptdarstellerin: Julia Roberts in Erin Brockovich
- Bester Nebendarsteller: Joaquin Phoenix in Gladiator
- Beste Nebendarstellerin: Lupe Ontiveros in Chuck & Buck
- Bestes Schauspielensemble: State and Main von David Mamet
- Bester fremdsprachiger Film: Tiger and Dragon von Ang Lee

### Los Angeles Film Critics Association Awards
- Bester Film: Tiger and Dragon von Ang Lee
- Beste Regie: Steven Soderbergh für Erin Brockovich und Traffic – Macht des Kartells
- Bester Hauptdarsteller: Michael Douglas in Die WonderBoys
- Beste Hauptdarstellerin: Julia Roberts in Erin Brockovich
- Bester Nebendarsteller: Willem Dafoe in Shadow of the Vampire
- Beste Nebendarstellerin: Frances McDormand in Almost Famous – Fast berühmt und Die WonderBoys
- Bester fremdsprachiger Film: Yi Yi – A One and a Two von Edward Yang

### Jupiter
- Bester Film international: Matrix von den Wachowski-Brüdern
- Bester deutscher Film: Sonnenallee von Leander Haußmann
- Bester Regisseur international: Wachowski-Brüder für Matrix
- Bester deutscher Regisseur: Leander Haußmann für Sonnenallee
- Bester Darsteller international: Edward Norton in Fight Club
- Bester deutscher Darsteller: Götz George in Nichts als die Wahrheit
- Beste Darstellerin international: Gwyneth Paltrow in Shakespeare in Love
- Beste deutsche Darstellerin: Maria Schrader in Aimée & Jaguar

### Weitere Filmpreise und Auszeichnungen
- AFI Life Achievement Award: Harrison Ford
- Amanda: S.O.S. von Thomas Robsahm (Bester norwegischer Film), American Beauty von Sam Mendes (Bester ausländischer Film)
- American Comedy Award: Mike Myers in Austin Powers – Spion in geheimer Missionarsstellung (Lustigster Hauptdarsteller), Annette Bening in American Beauty (Lustigste Hauptdarstellerin), John Malkovich in Being John Malkovich (Lustigster Nebendarsteller), Joan Cusack in Die Braut, die sich nicht traut (Lustigste Nebendarstellerin)
- American Society of Cinematographers Award: Caleb Deschanel für Der Patriot
- Australian Film Institute Award: Das Geheimnis der Alibrandis von Kate Woods (Bester australischer Film), American Beauty von Sam Mendes (Bester ausländischer Film)
- Bodil: Der einzig Richtige von Susanne Bier
- Böhmischer Löwe: Wir müssen zusammenhalten von Jan Hřebejk
- British Independent Film Awards 2000: Billy Elliot – I Will Dance (Bester britischer Film) und Kadosh (Bester ausländischer Film)
- Brussels International Fantastic Film Festival: The Nameless von Jaume Balagueró
- Chlotrudis Award: Magnolia von Paul Thomas Anderson
- David di Donatello: Brot und Tulpen (Bester italienischer Film) und Alles über meine Mutter (Bester ausländischer Film)
- Directors Guild of America Award: Sam Mendes für American Beauty, Steven Spielberg (Lebenswerk)
- Ernst-Lubitsch-Preis: Michael Gwisdek für Nachtgestalten
- Evening Standard British Film Award: East is East von Damien O’Donnell
- Genie Award: Ein Hauch von Sonnenschein von István Szabó
- Gilde-Filmpreis: Lang lebe Ned Devine! von Kirk Jones (Gold ausländischer Film), Gloomy Sunday von Rolf Schübel (Gold deutscher Film), Die Legende vom Ozeanpianisten von Giuseppe Tornatore (Silber ausländischer Film), Marlene von Joseph Vilsmaier (Silber deutscher Film)
- Goldener Prometheus: Luna Papa von Bachtijor Chudoinasarow
- Goya 2000: Alles über meine Mutter von Pedro Almodóvar
- Guldbagge: Tsatsiki – Tintenfische und erste Küsse von Ella Lemhagen
- Independent Spirit Awards 2000: Election von Alexander Payne (Bester Film) und Lola rennt von Tom Tykwer (Bester ausländischer Film)
- Louis-Delluc-Preis: Süßes Gift von Claude Chabrol
- MTV Movie Award: Matrix von Andy und Larry Wachowski
- Nastro d’Argento: Brot und Tulpen von Silvio Soldini und American Beauty von Sam Mendes
- National Society of Film Critics Award: Being John Malkovich von Spike Jonze und Topsy-Turvy – Auf den Kopf gestellt von Mike Leigh
- People’s Choice Award: The Sixth Sense von M. Night Shyamalan (Bester Film und Bestes Filmdrama), Big Daddy von Dennis Dugan (Beste Filmkomödie), Harrison Ford (Populärster Schauspieler), Julia Roberts (Populärste Schauspielerin)
- Political Film Society Award für Demokratie: Ein Hauch von Sonnenschein von István Szabó
- Political Film Society Award für Frieden: Thirteen Days von Roger Donaldson
- Political Film Society Award für Menschenrechte: Gegen jede Regel von Boaz Yakin
- Polnischer Filmpreis: Die Schuld von Krzysztof Krauze
- Preis der deutschen Filmkritik: Die Unberührbare von Oskar Roehler
- Prix Lumières: Johanna von Orleans von Luc Besson
- Robert: Der einzig Richtige von Susanne Bier (Bester dänischer Film), Das Leben ist schön von Roberto Benigni und Alles über meine Mutter von Pedro Almodóvar (Bester ausländischer Film ohne USA), The Straight Story von David Lynch (Bester US-amerikanischer Film)
- Satellite Awards: Traffic – Macht des Kartells (Bester Film/Drama) und Nurse Betty (Bester Film/Komödie-Musical)
- Schweizer Filmpreis: Emporte-moi – Nimm mich mit von Léa Pool
- Screen Actors Guild Award: Kevin Spacey und Annette Bening für American Beauty; Preis für das Lebenswerk: Sidney Poitier
- Tokyo Sakura Grand Prix: Amores Perros von Alejandro González Iñárritu
- Toronto International Film Festival: Tiger and Dragon von Ang Lee (Publikumspreis)
- Vancouver International Film Festival: Wir müssen zusammenhalten von Jan Hřebejk
- Writers Guild of America Award: American Beauty von Alan Ball (Bestes Originaldrehbuch), Election von Alexander Payne und Jim Taylor (Bestes adaptiertes Drehbuch)

## Geburtstage

### Januar bis Juni
- 08. Januar: Noah Cyrus, US-amerikanische Schauspielerin und Synchronsprecherin
- 11. Januar: Jamie Bick, deutsche Schauspielerin
- 26. Januar: Ester Expósito, spanische Schauspielerin

- 02. Februar: Andrea Guo, österreichische Schauspielerin
- 10. Februar: Yara Shahidi, iranisch-US-amerikanische Schauspielerin
- 16. Februar: Lena Urzendowsky, deutsche Schauspielerin
- 27. Februar: Nicolas Rathod, deutscher Synchronsprecher

- 02. März: Lily Lück, deutsche Schauspielerin
- 06. März: Felicia Kartal, schwedische Schauspielerin
- 21. März: Jace Norman, US-amerikanischer Schauspieler
- 22. März: Lina Keller, deutsche Schauspielerin
- 27. März: Sophie Nélisse, kanadische Schauspielerin

- 05. April: Ayush Mahesh Khedekar, indischer Schauspieler
- 05. April: Felicia Truedsson, schwedische Schauspielerin
- 06. April: CJ Adams, US-amerikanischer Schauspieler
- 11. April: Morgan Lily, US-amerikanische Schauspielerin
- 12. April: Suzanna von Nathusius, deutsch-polnische Schauspielerin
- 15. April: Lily Pilblad, US-amerikanische Schauspielerin

- 03. Mai: Meira Durand, deutsche Schauspielerin
- 04. Mai: Nicholas Hamilton, australischer Schauspieler
- 08. Mai: Yaël Meier, Schweizer Schauspielerin und Journalistin
- 23. Mai: Greta Bohacek, deutsche Schauspielerin
- 24. Mai: Leonard Fuchs, deutscher Schauspieler
- 30. Mai: Jared S. Gilmore, US-amerikanischer Schauspieler

- 01. Juni: Willow Shields, US-amerikanische Schauspielerin

### Juli bis Dezember
- 07. Juli: Mercedes Jadea Diaz, deutsche Schauspielerin
- 26. Juli: Thomasin McKenzie, neuseeländische Schauspielerin
- 29. Juli: Lino Facioli, österreichisch-britischer Schauspieler
- 31. Juli: Kim Sae-ron, südkoreanische Schauspielerin († 2025)

- 01. August: Jaden Bojsen, deutscher Schauspieler und Sänger
- 03. August: Landry Bender, US-amerikanische Schauspielerin
- 03. August: Lukas Alexander von Horbatschewsky, deutscher Schauspieler
- 04. August: Gabbie Carter, US-amerikanische Pornodarstellerin
- 04. August: Autumn Falls, US-amerikanische Pornodarstellerin
- 13. August: Léa Mariage, deutsche Synchronsprecherin
- 20. August: Fátima Ptacek, US-amerikanische Schauspielerin und Model

- 03. September: Ashley Boettcher, US-amerikanische Schauspielerin
- 08. September: Alvar Goetze, deutscher Schauspieler

- 06. Oktober: Addison Rae, US-amerikanische Influencerin, Tänzerin, Schauspielerin und Sängerin
- 11. Oktober: Hayden Byerly, US-amerikanischer Schauspieler
- 11. Oktober: Neele Marie Nickel, deutsche Schauspielerin
- 31. Oktober: Willow Smith, US-amerikanische Schauspielerin und Sängerin

- 10. November: Mackenzie Foy, US-amerikanische Schauspielerin und Model
- 15. November: Coco Grayson, US-amerikanische Schauspielerin
- 22. November: Auliʻi Cravalho, US-amerikanische Schauspielerin, Synchronsprecherin und Sängerin

- 14. Dezember: Jule-Marleen Schuck, deutsche Schauspielerin

### Tag unbekannt
- Can Açıkgöz, deutsch-türkischer Hörbuchsprecher
- Sarah Buchholzer, deutsche Schauspielerin
- Florian Burgkart, deutscher Schauspieler
- Marlene Burow, deutsche Schauspielerin
- Caroline Cousin, deutsche Schauspielerin
- Derya Dilber, deutsch-türkische Schauspielerin
- Lilly Charlotte Dreesen, deutsche Schauspielerin
- Joy Ewulu, deutsche Schauspielerin
- Johannes Geller, deutscher Schauspieler
- Junis Marlon, deutscher Schauspieler
- Niklas Post, deutscher Schauspieler
- Charles Henry Wyson, US-amerikanischer Schauspieler

## Verstorbene

### Januar bis März
Januar

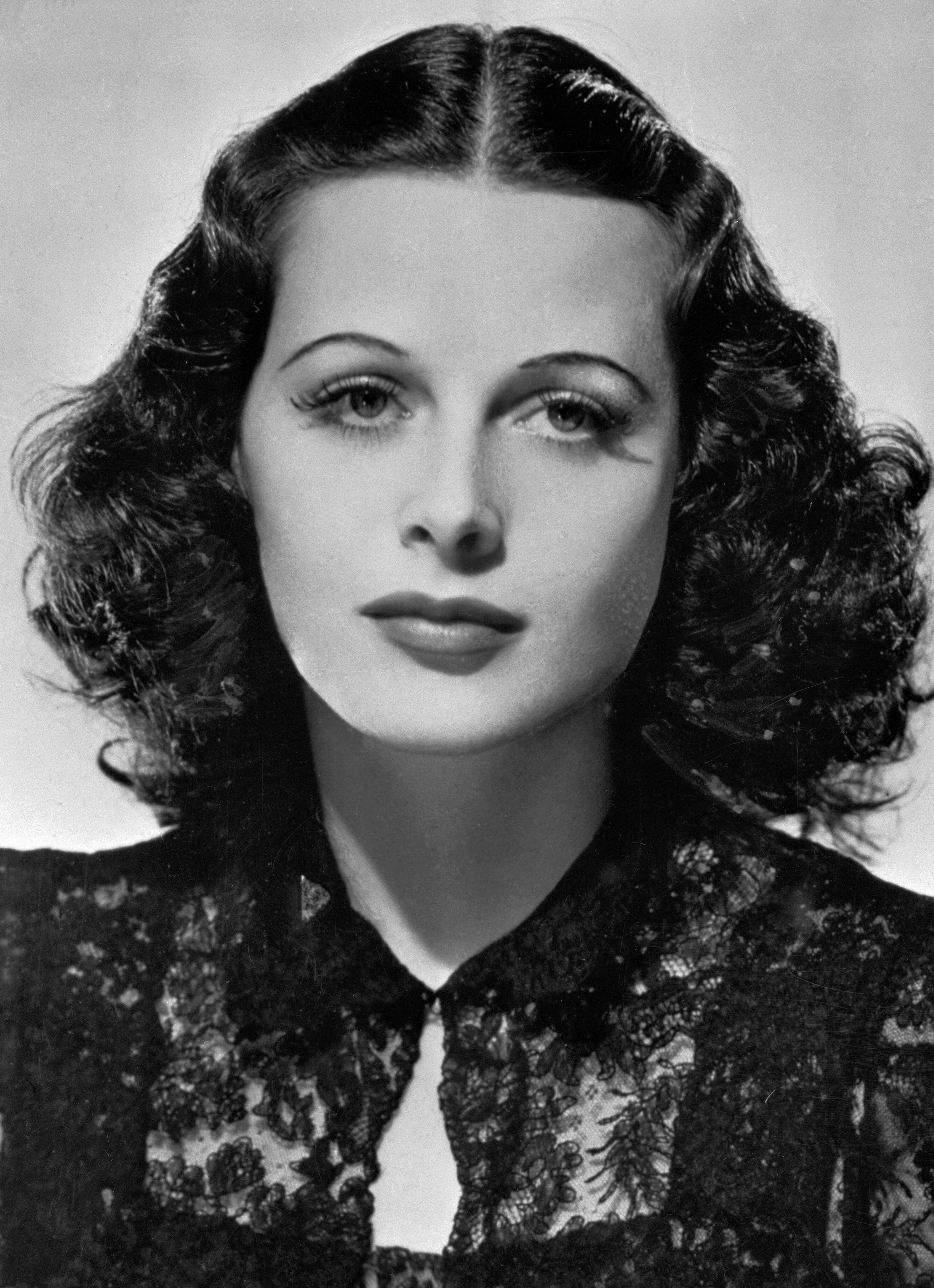
Hedy Lamarr (1914–2000)

- 04. Januar: Diether Krebs, deutscher Schauspieler (* 1947)
- 05. Januar: Bernhard Wicki, österreichischer Schauspieler und Regisseur (* 1919)
- 06. Januar: Horst Seemann, deutscher Regisseur (* 1937)
- 07. Januar: Klaus Wennemann, deutscher Schauspieler (* 1940)
- 09. Januar: Marguerite Churchill, US-amerikanische Schauspielerin (* 1910)
- 10. Januar: Arthur Batanides, US-amerikanischer Schauspieler (* 1922)
- 15. Januar: Alain Poiré, französischer Produzent (* 1917)
- 15. Januar: Manuela Riva, deutsche Schauspielerin (* 1939)
- 18. Januar: Nancy Coleman, US-amerikanische Schauspielerin (* 1912)
- 19. Januar: Hedy Lamarr, österreichisch-US-amerikanische Schauspielerin (* 1914)
- 19. Januar: Alan North, US-amerikanischer Schauspieler (* 1920)
- 24. Januar: Jeffrey Boam, US-amerikanischer Drehbuchautor und Produzent (* 1946)
- 28. Januar: Tony Doyle, irischer Schauspieler (* 1942)

Februar
- 05. Februar: Claude Autant-Lara, französischer Regisseur (* 1901)
- 10. Februar: Jim Varney, US-amerikanischer Schauspieler (* 1949)
- 11. Februar: Bernardino Zapponi, italienischer Drehbuchautor (* 1927)
- 11. Februar: Roger Vadim, französischer Regisseur (* 1928)
- 13. Februar: Rudolf Asmus, tschechischer Opernsänger und Schauspieler (* 1921)
- 16. Februar: Lila Kedrova, russische Schauspielerin (* 1909)
- 17. Februar: Miles White, US-amerikanischer Kostümbildner (* 1914)
- 19. Februar: Ellen Umlauf, österreichische Schauspielerin (* 1925)

März
- 05. März: Hermann Ebeling, deutscher Theaterschauspieler und Synchronsprecher (* 1928)
- 06. März: John Colicos, kanadischer Schauspieler (* 1928)
- 07. März: Charles Gray, britischer Schauspieler (* 1928)
- 18. März: Wally Rose, US-amerikanischer Schauspieler und Stuntman (* 1911)
- 25. März: Jim Cash, US-amerikanischer Drehbuchautor und Hochschullehrer (* 1947)

### April bis Juni
April

Douglas Fairbanks Jr. (1909–2000)

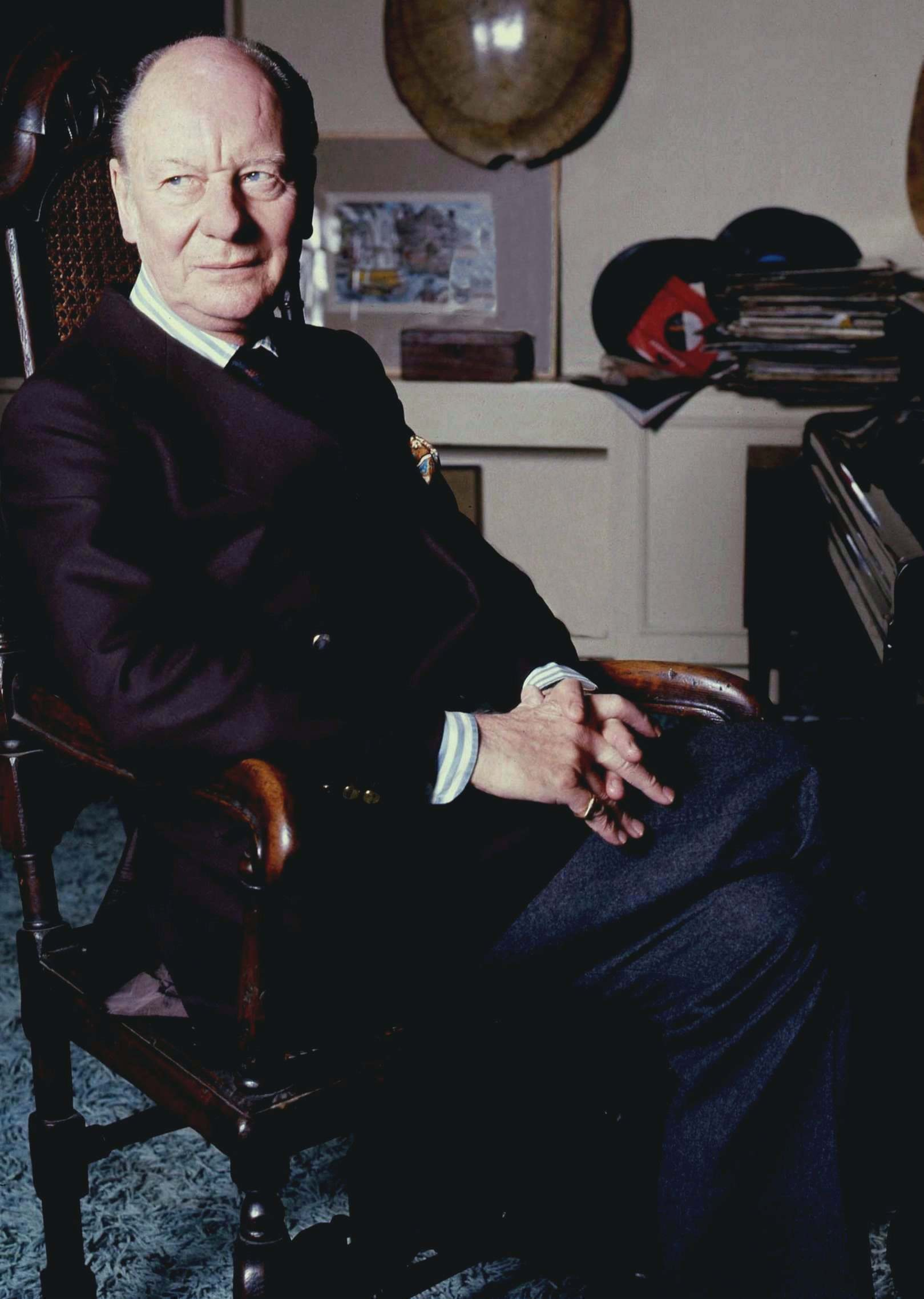
John Gielgud (* 1904)

- 07. April: John F. Nolan, US-amerikanischer Schauspieler (* 1933)
- 08. April: Claire Trevor, US-amerikanische Schauspielerin (* 1910)
- 10. April: Larry Linville, US-amerikanischer Schauspieler (* 1939)
- 12. April: Christopher Pettiet, US-amerikanischer Schauspieler (* 1976)
- 22. April: Edwin O’Donovan, US-amerikanischer Artdirector und Szenenbildner (* 1914)
- 27. April: Joachim Kemmer, deutscher Schauspieler (* 1939)

Mai
- 01. Mai: Steve Reeves, US-amerikanischer Bodybuilder und Schauspieler (* 1926)
- 03. Mai: Lewis Allen, britischer Regisseur (* 1905)
- 07. Mai: Douglas Fairbanks junior, US-amerikanischer Schauspieler (* 1909)
- 11. Mai: Paula Wessely, österreichische Schauspielerin (* 1907)
- 12. Mai: Bradley J. Anderson, US-amerikanischer Kostümbildner (* 1957)
- 13. Mai: Paul Bartel, US-amerikanischer Schauspieler, Regisseur und Drehbuchautor (* 1938)
- 21. Mai: John Gielgud, englischer Schauspieler (* 1904)
- 25. Mai: Nicholas Clay, britischer Schauspieler (* 1946)
- 25. Mai: Francis Lederer, tschechischer Schauspieler (* 1899)

Juni
- 05. Juni: Franco Rossi, italienischer Regisseur (* 1919)
- 09. Juni: Alfred Weidenmann, deutscher Regisseur (* 1918)
- 13. Juni: Hellmuth Costard, deutscher Regisseur (* 1940)
- 14. Juni: Kurt Böwe, deutscher Schauspieler (* 1929)
- 18. Juni: Nancy Marchand, US-amerikanische Schauspielerin (* 1928)
- 22. Juni: Takizawa Osamu, japanischer Schauspieler (* 1906)
- 29. Juni: John Abineri, britischer Schauspieler (* 1928)
- 29. Juni: Vittorio Gassman, italienischer Schauspieler (* 1922)

### Juli bis September
Juli

Sir Alec Guinness (1914–2000)

- 01. Juli: Walter Matthau, US-amerikanischer Schauspieler (* 1920)
- 03. Juli: Kemal Sunal, türkischer Schauspieler (* 1944)
- 10. Juli: Justin Pierce, US-amerikanischer Schauspieler (* 1975)
- 14. Juli: Stan Seidel, US-amerikanischer Drehbuchautor (* 1951)
- 17. Juli: Pascale Audret, französische Schauspielerin (* 1936)
- 20. Juli: Constanze Engelbrecht, deutsche Schauspielerin (* 1955)
- 22. Juli: Claude Sautet, französischer Filmregisseur und Drehbuchautor (* 1924)
- 25. Juli: Charlotte Schreiber-Just, deutsche Schauspielerin und Hörspielsprecherin (* 1914)

August
- 05. August: Alec Guinness, britischer Schauspieler (* 1914)
- 09. August: Lewis Wilson, US-amerikanischer Schauspieler (* 1920)
- 11. August: Otto Czarski, deutscher Schauspieler und Synchronsprecher (* 1920)
- 12. August: Loretta Young, US-amerikanische Schauspielerin (* 1913)
- 13. August: Franca Kastein, deutsche Schauspielerin (* 1969)
- 15. August: Robert Swink, US-amerikanischer Filmeditor (* 1918)
- 19. August: Lee Sholem, US-amerikanischer Filmregisseur (* 1913)
- 25. August: Carl Barks, US-amerikanischer Illustrator und Schriftsteller (* 1901)
- 29. August: Rose Hobart, US-amerikanische Schauspielerin (* 1906)
- 30. August: Joseph H. Lewis, US-amerikanischer Regisseur (* 1907)
- 31. August: Klaus Miedel, deutscher Schauspieler und Synchronsprecher (* 1915)
- 31. August: Patricia Owens, US-amerikanische Schauspielerin (* 1925)

September
- 02. September: Curt Siodmak, deutscher Drehbuchautor und Regisseur (* 1902)
- 14. September: Beah Richards, US-amerikanische Schauspielerin (* 1920)
- 19. September: Ann Doran, US-amerikanische Schauspielerin (* 1911)
- 19. September: Gloria Talbott, US-amerikanische Schauspielerin (* 1931)
- 26. September: Richard Mulligan, US-amerikanischer Schauspieler (* 1932)

### Oktober bis Dezember
Oktober
- 02. Oktober: Richard Liberty, US-amerikanischer Schauspieler (* 1932)
- 03. Oktober: Wojciech Has, polnischer Regisseur (* 1925)
- 04. Oktober: Ludvík Ráža, tschechischer Filmregisseur und Drehbuchautor (* 1929)
- 06. Oktober: Richard Farnsworth, US-amerikanischer Schauspieler (* 1920)
- 09. Oktober: David Dukes, US-amerikanischer Schauspieler (* 1945)
- 11. Oktober: Sam O’Steen, US-amerikanischer Filmeditor und Regisseur (* 1923)
- 18. Oktober: Sidney Salkow, US-amerikanischer Regisseur, Produzent und Drehbuchautor (* 1909)
- 18. Oktober: Gwen Verdon, US-amerikanische Schauspielerin (* 1925)
- 22. Oktober: Rudolf Jürgen Bartsch, deutscher Schauspieler (* 1921)
- 23. Oktober: Hans Ertl, deutscher Kameramann und Bergsteiger (* 1908)
- 23. Oktober: Jean Peters, US-amerikanische Schauspielerin (* 1926)
- 25. Oktober: Raymond Lemoigne, französischer Kameramann (* 1920)
- 27. Oktober: Lída Baarová, tschechische Schauspielerin (* 1914)
- 28. Oktober: Georges Poujouly, französischer Schauspieler (* 1940)
- 31. Oktober: Ring Lardner junior, US-amerikanischer Drehbuchautor (* 1915)

November
- 11. November: Rayford Barnes, US-amerikanischer Schauspieler (* 1920)
- 12. November: Werner Koenig, deutscher Produzent (* 1963)
- 21. November: Harald Leipnitz, deutscher Schauspieler (* 1926)
- 25. November: Erich Ebert, deutscher Schauspieler, Synchronsprecher und Dialogregisseur (* 1922)
- 28. November: Liane Haid, österreichische Schauspielerin (* 1895)

Dezember
- 06. Dezember: Werner Klemperer, deutsch-amerikanischer Schauspieler (* 1920)
- 11. Dezember: David Lewis, US-amerikanischer Schauspieler (* 1916)
- 12. Dezember: George Montgomery, US-amerikanischer Schauspieler (* 1916)
- 17. Dezember: Gérard Blain, französischer Schauspieler (* 1930)
- 26. Dezember: Jason Robards, US-amerikanischer Schauspieler (* 1922)
- 30. Dezember: Julius J. Epstein, US-amerikanischer Drehbuchautor (* 1909)